# Kiss (Prince-Lied)
Kiss ist ein 1986 veröffentlichter Song des US-amerikanischen Musikers Prince, den er geschrieben, arrangiert und produziert hat. Er nahm ihn mit seiner damaligen Begleitband The Revolution auf und platzierte das Stück auf seinem Studioalbum Parade. Zudem ist Kiss im Prince-Film Under the Cherry Moon – Unter dem Kirschmond zu hören. Im Februar 1986 wurde Kiss als Vorabsingle ausgekoppelt und avancierte zum Nummer-eins-Hit und Millionenseller. Zudem gewann Prince für den Song einen Grammy Award.

## Entstehung
Als Prince im April 1985 im Studio 3 des Tonstudios Sunset Sound in Los Angeles mit den Aufnahmen zu seinem Album Parade beschäftigt war, arbeitete im nebenan gelegenen Studio 2 die Band Mazarati; eine von The-Revolution-Bassist Brown Mark gegründete Gruppe, deren Produzent er war. Außerdem arbeitete im Studio 2 Toningenieur David Z. Rivkin (* 1953), der ältere Bruder von The Revolution-Schlagzeuger Bobby Z. Rivkin. Mazarati fragte Prince, ob er ihnen einen Song schreiben könne. Daraufhin nahm Prince am 27. April 1985 Kiss auf – jedoch in einer Version ausschließlich mit Akustikgitarren – und gab das Stück  an Mazarati weiter. „Wir wussten nicht, was wir mit dem Song machen sollten. Es war einfach nur eine Version auf der Akustikgitarre“, erinnerte sich David Z. Rivkin. Zusammen mit Toningenieur Coke Johnson überarbeiteten er und Brown Mark Kiss komplett und fügten Drumcomputer, E-Bass, Klavier und Gesang der Band Mazarati hinzu. Vom Ergebnis angetan, überarbeitete Prince am 28. April den Song erneut, indem er den E-Bass entfernte, Gitarrenlicks hinzufügte und den Gesang – in einer Oktave höher – selbst übernahm. David Z. Rivkin wurde schließlich als Arrangeur von Kiss genannt.

## Musik und Text
Kiss ist aus den Genres Contemporary R&B, Funk, Pop. Prince kreierte einen markant funkigen Groove, den er mittels Drumcomputer und akustischer Gitarren erzeugte. In der zweiten Strophe kommt ein Keyboard-Part hinzu und in der dritten eine Rhythmusgitarre. Kiss besitzt keinen ausgeprägten Refrain und basiert auf einer traditionellen Dreiklangs-Blues-Sequenz. Am Anfang und am Ende jeder Strophe fügte Prince einen „turnaround“-Gitarrenakkord ein, der an dem Song Papa’s Got a Brand New Bag (1965) von James Brown entlehnt ist. Einen E-Bass besitzt Kiss nicht und zählt zu den am spärlichsten arrangierten Stücken in Prince’ Karriere.
Den Liedtext singt Prince in seinem für ihn typischen Falsett und ist an eine ungenannte Geliebte adressiert, die nicht schön, erfahren, wohlhabend und cool sein muss oder gar ein bestimmtes Sternzeichen besitzen muss, damit er sie begehrt. Anstatt sie als bloßes Objekt zu behandeln, lässt er sie wissen, dass beide „die Fantasie des anderen“ sein könnten. Außerdem stellt Prince klar, er ist nicht an Dirty Talk oder anderen Spielchen interessiert, weil „Frauen, nicht Mädchen“ seine Welt beherrschen.

## Veröffentlichung
Am 5. Februar 1986 wurde Kiss als Vorabsingle des Albums Parade bei dem Label Warner Bros. Records / Paisley Park Records ausgekoppelt. Die Singleversion ist mit 3:46 Minuten um neun Sekunden länger als die Albumversion. Da die Albumversion nahtlos in den nächsten Song Anotherloverholenyohead übergeht, werden die letzten Sekunden nicht ausgespielt. Als B-Seite von Kiss dient das zuvor unveröffentlichte Stück Love or Money.
Kiss ist auch auf den Prince-Kompilationen The Hits/The B-Sides (1993), The Very Best of Prince (2001), Ultimate (2006) und 4Ever (2016) zu finden.

## Musikvideo
Das Musikvideo zu Kiss wurde am 13. Februar 1986 in den Laird International Studios (heute als Culver Studios bekannt) in Culver City in Kalifornien gedreht. Im Video sind nur Prince, Wendy Melvoin und das holländische Model Monique Mannen (* 1965) zu sehen. Prince singt und tanzt, während Melvoin – auf einem Barhocker sitzend – dazu Gitarre spielt. Mannen tritt in schwarzer Unterwäsche mit Spitzenumhang und schwarzer Sonnenbrille auf. Für ihren Auftritt bekam sie 2.500 US-Dollar (umgerechnet ungefähr 2.700 Euro) und 1990 wirkte sie auch als Tänzerin im Prince-Film Graffiti Bridge mit. Regisseurin eines Prince-Musikvideos war zum ersten Mal Rebecca Blake (* 1949), die auch für die Videos zu Cream und Diamonds and Pearls (beide 1991) zuständig gewesen ist.

## Kommerzieller Erfolg

### Chartplatzierungen
Kiss avancierte zum Nummer-eins-Hit in den US-amerikanischen Billboard Hot 100, womit es für Prince als Interpret der dritte Nummer-eins-Hit nach When Doves Cry und Let’s Go Crazy in den Vereinigten Staaten ist.
| ChartsChartplatzierungen       | Höchstplatzierung | Wochen |
| ------------------------------ | ----------------- | ------ |
| Deutschland (GfK)              | 4 (18 Wo.)        | 18     |
| Österreich (Ö3)                | 8 (13 Wo.)        | 13     |
| Schweiz (IFPI)                 | 3 (12 Wo.)        | 12     |
| Vereinigte Staaten (Billboard) | 1 (20 Wo.)        | 20     |
| Vereinigtes Königreich (OCC)   | 6 (11 Wo.)        | 11     |

| ChartsJahrescharts (1986)      | Platzierung |
| ------------------------------ | ----------- |
| Deutschland (GfK)              | 28          |
| Schweiz (IFPI)                 | 22          |
| Vereinigte Staaten (Billboard) | 19          |

### Auszeichnungen für Musikverkäufe
| Land/Region                  | Auszeichnungen für Musikverkäufe (Land/Region, Auszeichnung, Verkäufe) | Verkäufe  |
| ---------------------------- | ---------------------------------------------------------------------- | --------- |
| Dänemark (IFPI)              | Gold                                                                   | 45.000    |
| Italien (FIMI)               | Gold                                                                   | 25.000    |
| Neuseeland (RMNZ)            | 2× Platin                                                              | 60.000    |
| Spanien (Promusicae)         | Gold                                                                   | 30.000    |
| Vereinigtes Königreich (BPI) | Platin                                                                 | 600.000   |
| Vereinigte Staaten (RIAA)    | Gold                                                                   | 1.000.000 |
| Insgesamt                    | 4× Gold · 3× Platin ·                                                  | 1.760.000 |

Hauptartikel: Prince/Auszeichnungen für Musikverkäufe

## Preise
Prince wurde für Kiss mit folgenden Auszeichnungen und Preisen geehrt:

### American Video Awards
- 1987: Bestes Black-Musikvideo (Best Black Video)[18]

### AMFT Awards (Online-Auszeichnung)
- 1986: Musikvideo des Jahres (Video of the Year)[19]

### ASCAPAwards
- 1991: Bester Komponist (ASCAP Pop Music Awards: Best Composer): Prince für Kiss aus dem Film Pretty Woman.[20] Im genannten Film singt die von Julia Roberts gespielte Prostituierte Vivian Ward den Song in einer Badewanne.

### Grammy Awards
- 1987: Best R&B Performance by a Duo or Group with Vocal[21]

Außerdem wurde Kiss in der Kategorie „Best Rhythm & Blues Song“ nominiert, gewann aber nicht.

### Minnesota Music Awards
- 1987: Single des Jahres (Single of the Year)[22]

### Rolling Stone(US-Ausgabe)
- 1986: Rolling Stone Musikkritiker-Wahl – Beste Single (Rolling Stone Critics Poll – Best Single)[18]
- 2021: Die 500 besten Songs aller Zeiten: Platz 85[23]

## Coverversionen (Auswahl)
Diverse Musiker aus den unterschiedlichsten Genres veröffentlichten Coverversionen von Kiss auf Tonträger; beispielsweise existieren Versionen von:
- 1986: Age of Chance (UK #50)
- 1988: The Art of Noise feat. Tom Jones (DE #16, AT #4, CH #11, UK #5, US #31)
- 1988: Meat Beat Manifesto
- 1993: Bob Belden
- 1997: Rodney Carrington
- 1998: Mindy Jostyn
- 1999: Santi Debriano
- 2001: Palastorchester feat. Max Raabe
- 2005: Texas Lightning
- 2006: Nicole Kidman feat. Hugh Jackman
- 2007: Nubya
- 2008: Uwe Schmidt
- 2009: Marco Mengoni
- 2010: Lisa Wahlandt
- 2011: Glee Cast feat. Gwyneth Paltrow
- 2012: David Helbock
- 2012: Dick Brave & the Backbeats
- 2017: Kelly Clarkson
- 2019: Joan as Police Woman
- 2020: Popa Chubby
- 2023: Vitamin String Quartet